# Greensburg (Luisiana)
Greensburg es un pueblo ubicado en la parroquia de St. Helena en el estado estadounidense de Luisiana. En el Censo de 2010 tenía una población de 718 habitantes y una densidad poblacional de 109,79 personas por km².

## Geografía
Greensburg se encuentra ubicado en las coordenadas 30°49′47″N 90°40′12″O / 30.82972, -90.67000. Según la Oficina del Censo de los Estados Unidos, Greensburg tiene una superficie total de 6.54 km², de la cual 6.52 km² corresponden a tierra firme y (0.24%) 0.02 km² es agua.

## Demografía
Según el censo de 2010, había 718 personas residiendo en Greensburg. La densidad de población era de 109,79 hab./km². De los 718 habitantes, Greensburg estaba compuesto por el 49.58% blancos, el 49.58% eran afroamericanos, el 0.14% eran amerindios, el 0% eran asiáticos, el 0% eran isleños del Pacífico, el 0.14% eran de otras razas y el 0.56% pertenecían a dos o más razas. Del total de la población el 1.11% eran hispanos o latinos de cualquier raza.